# الذراع الأيمن (نجم)
الذراع الأيمن (ترويم: Alderamin) أو ألفا سيفاي (باللاتينية: Alpha Cephei) هو نجم في كوكبة الملتهب.
هو نجم من نوع A ، تطور قبالة النسق الأساسي ومن المحتمل أن يكون في طريقه إلى أن يصبح عملاق أحمر . ويلاحظ أن فترة دوران الذراع الأيمن سريعة بشكل غير مفهوم
القدر المطلق لهذا النجم 1.57 + ويقع على 3 درجات من نجم الشمال . درجة حرارة سطحه تبلغ 7600 كلفن وسطوعه أكثر من سطوع الشمس ب 18 مرة وأكثر من كتلة الشمس ب 1.9 مرة وفي القطر 2.5 مرة ويبعد مسافة 49 سنة ضوئية عن الأرض.

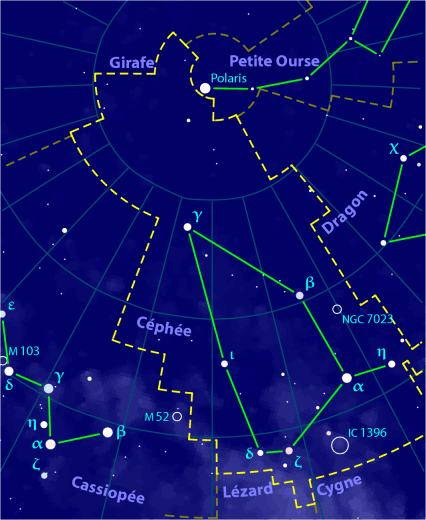
كوكبة الملتهب وفيها الذراع الأيمن (ألفا الملتهب) ، والفرق (بيتا الملتهب).